# Inversiune
În lingvistică, inversiunea sau anastrofa (< el  ἀναστροφή) este un procedeu prin care se schimbă topica obișnuită (canonică, consacrată, normală) a două entități gramaticale, prin aceea că una ia locul celeilalte. Aceste entități pot fi elemente ale unei forme gramaticale compuse, componente ale unei sintagme, părți ale unei propoziții sau propoziții ale unei fraze.
Topica obișnuită caracterizează propoziția izolată (neintegrată într-o frază sau într-un context mai larg), completă ca structură (având cel puțin predicat), enunțiativă (nu interogativă, nu imperativă) ca scop al comunicării și pozitivă (nu negativă), precum și sintagma, propoziția și fraza în care nu se reliefează nicio componentă, nu se exprimă afectivitate (de exemplu, propoziția nu este exclamativă) și nu se urmărește niciun scop stilistic. Inversiunea este unul din procedeele prin care vorbitorul schimbă una sau mai mult de una dintre aceste caracteristici, pentru a-și integra propoziția într-un context tematizând sau rematizând una din părțile ei, pentru a cere o informație, pentru a da un ordin, pentru a nega un fapt, pentru a reliefa ceea ce este important pentru el, pentru a exprima un sentiment, pentru a obține un efect stilistic etc. Prin una și aceeași inversiune se pot realiza mai multe din aceste scopuri.
Reliefarea unei componente, exprimarea afectivității și urmărirea unui scop stilistic fac din inversiune un procedeu retoric, folosit mai ales de literați. În afară de aceste motive, poeții pot practica inversiunea și numai din necesitățile versificației.

## Inversiunea gramaticală
Inversiunea are loc mai ales la nivel sintactic, dar există și inversiune morfologică, uneori legată de schimbarea tipului de propoziție.

### Inversiuni morfologice
În unele limbi, inversiunea poate afecta unele forme verbale compuse. În limba română poate fi vorba de inversiune între verbul auxiliar și verbul cu sens lexical, ex. am cântat → cântat-am, aș închina → închinare-aș, vom porni → porni-vom. Această inversiune poate avea scopul stilistic de a crea o atmosferă arhaică.
În limbile din diasistemul slav de centru-sud (bosniacă, croată, muntenegreană, sârbă, prescurtat BCMS), topica obișnuită a formelor verbale compuse este verb cu sens lexical + verb auxiliar, primul fiind accentuat, iar al doilea neaccentuat, dar dacă înaintea predicatului este un cuvânt accentuat, de exemplu subiectul este exprimat prin cuvânt aparte, auxiliarul rămâne neaccentuat și locurile componentelor se inversează, ex. Vid(j)eli smo Mariju „Am văzut-o pe Marija” → Mi smo vid(j)eli Mariju „Noi am văzut-o pe Marija”.
În BCMS, și propoziția negativă se caracterizează prin această inversiune, cuvântul de negație fiind unul din cuvintele accentuate care se plasează înaintea predicatului: :cnr  Čitao bih „Aș citi” → Ne bih čitao „N-aș citi”.
Propoziției interogative îi este de asemenea proprie această inversiune, între auxiliar și verbul cu sens lexical putând să intervină altă parte de propoziție:
- interogație totală: sr  Da li sam dobro uradio? „Am făcut bine?”[14], hr  Je li što kupio? „A cumpărat ceva?”[15];
- interogație parțială: hr  Kada ćeš se vratiti? „Când ai să te întorci?”[16]

În limba maghiară există inversiune la forma de viitor. Dacă nu este niciun cuvânt accentuat înaintea predicatului, atunci pe verbul cu sens lexical cade accentul cel mai puternic și ordinea este verb cu sens lexical + auxiliar (ex. Keresni foglak „O să te caut”), dar în caz contrar, ordinea este inversă: Gyula Pécsen fog lakni „Gyula va locui la Pécs”.
În maghiară, multe verbe pot avea un prefix care le schimbă numai aspectul, de regulă din imperfectiv în perfectiv, sau, în același timp, și sensul lexical. Prefixul rămâne prefix dacă propoziția este obișnuită, dar dacă se reliefează subiectul, aflat înaintea predicatului, sau se aduce în locul lui o altă parte de propoziție pentru reliefarea sa, prefixul trece după verb, ex. Péter kimegy a strandra „Péter merge la ștrand” (propoziție obișnuită) → Péter megy ki a strandra „Péter merge la ștrand” (subiectul reliefat prin accentuarea cea mai puternică) → A strandra megy ki Péter „La ștrand merge Péter” (complement circumstanțial de loc reliefat).
Propoziția imperativă pozitivă implică de asemenea trecerea prefixului după verb: Menj ki a strandra! „Du-te la ștrand!”
Și propoziția negativă se caracterizează prin aceste inversiuni, cuvântul de negație fiind unul din cuvintele accentuate care se plasează înaintea predicatului:
Dolgozni fogok „Voi lucra” → Nem fogok dolgozni „Nu voi lucra”;
Péter kimegy a strandra „Péter merge la ștrand” → Péter nem megy ki a strandra „Péter nu merge la ștrand”.
Aceste inversiuni au loc și în propoziția interogativă parțială, a prefixului numai la formele temporale simple:
Mikor fog felhívni? „Când o să mă sune?”;
Mikor hívsz meg minket vacsorára? „Când ne inviți la cină?”

### Inversiuni sintactice
În unele limbi, inversarea locurilor pronumelui neaccentuat cu funcție de complement și al predicatului contribuie la schimbarea tipului de propoziție după scopul comunicării din enunțiativă în imperativă pozitivă. Exemple:
ro  Îl aștepți → Așteaptă-l!;
fr  Vous l’appelez „O chemați” → Appelez-la ! „Chemați-o!”;
cnr  Ti mi doneseš čašu vode „Îmi aduci un pahar cu apă” → Donesi mi čašu vode! „Adu-mi un pahar cu apă!”
În română, o asemenea inversiune, verbul fiind la indicativ, poate avea scop stilistic (ex. te rog → rogu-te), ca și inversarea ordinii specifice la imperativ: Uită-te! → Te uită!.
Altă inversiune pentru schimbarea tipului de propoziție după scopul comunicării, anume din enunțiativă în interogativă, este cea a locului subiectului cu al predicatului, în unele limbi în care topica obișnuită este subiect + predicat.
În limba engleză, topica generală a propoziției interogative este cu inversiunea verbului copulativ be „a fi”, a verbelor modale și a verbelor auxiliare cu subiectul : That is true „Aceasta este adevărat” → Is that true? „(Aceasta) este adevărat?”, Caroline has eaten „Caroline a mâncat” → Has Caroline eaten? „Caroline a mâncat?”, Where did John say that he was going? „Unde a spus John că merge?”
În unele limbi, inversiunea predicat + subiect se face numai în propoziția interogativă parțială cu accentul cel mai puternic pe cuvântul interogativ:
ro  Când începe conferința?;
cnr  Đe je olovka? „Unde e creionul?”;
hu  Hol játszanak a gyerekek? „Unde se joacă copiii?”
În limba franceză, construcția de mai sus este a uneia din cele două variante de construcții interogative din registrul de limbă curent, atunci când subiectul este exprimat printr-un cuvânt accentuat, ex. Quand arrivera Frédéric ? „Când va sosi Frédéric?”
În registrul de limbă elevat se face inversiunea predicat + subiect în orice tip de întrebare, cu condiția ca subiectul să fie exprimat prin pronume neaccentuat: Tu es malade „Ești bolnav” (propoziție enunțiativă) → Es-tu malade ? (interogativă prin inversiune). Dacă subiectul este exprimat prin substantiv sau prin pronume accentuat, el rămâne înaintea predicatului, dar este reluat în registrul elevat după predicatul la o formă simplă sau după auxiliarul acestuia prin pronumele personal neaccentuat corespunzător: Quand Frédéric arrivera-t-il ? „Când va sosi Frédéric?”
Alt tip de propoziție în care predicatul ia locul subiectului este, în unele limbi, cea incidentă pentru indicarea vorbitorului în dialoguri. Exemple:
ro  Aici avem o crimă, zise polițistul;
fr  Je reviendrai, dit-elle, dès ce soir „Am să vin înapoi, zise ea, chiar deseară”;
sr  Jeste li žedni? – upita domaćica „Vă e sete? – întrebă stăpâna casei”;
hu  Esik az eső – mondta János „Plouă, zise János”.

## Inversiunea pragmatică
Din punct de vedere pragmatic (logic, comunicativ), în unele limbi, în propoziția izolată, tema ei (entitatea despre care se spune ceva) stă pe primul loc și coincide cu subiectul, împreună cu sintagma lui, iar restul propoziției este rema ei (ceea ce se spune despre temă). Atunci când propoziția este într-un context, poate fi necesară integrarea sa prin rematizarea subiectului, în care caz, predicatul devine tema și ocupă locul subiectului. Aceasta se întâmplă, de exemplu, atunci când propoziția anterioară este o întrebare care vizează identitatea subiectului, dacă nu se evită repetiția, caz mai rar în dialog. Exemplu:
fr  – Qui a été reçu à l’examen ? – Ont été reçus Pierre, Paul et Marie „– Cine a reușit la examen? – Au reușit Pierre, Paul și Marie”.
Inversiunea poate fi și un procedeu de tematizare a diverse părți de propoziție, și nu numai în dialoguri. Exemple:
fr  – Que fait Paul à Paris ? – À Paris, Paul travaille „– Ce face Paul la Paris? – La Paris, Paul lucrează” – Complementul circumstanțial de loc à Paris este parte a remei în întrebare și temă în răspuns.
en  – What did you say happened yesterday? – Yesterday John gave the money to Peter „– Ce-ai spus că s-a întâmplat ieri? – Ieri, John i-a dat banii lui Peter” – Complementul circumstanțial de timp yesterday este parte a remei în întrebare și temă în răspuns.
BCMS Slavko vidi Olgu. Olgu vidimo i mi „Slavko o vede pe Olga. Pe Olga o vedem și noi” – Complementul direct Olga este parte a remei în prima propoziție și temă în a doua.
hu  – Mit csinált János a könyvvel? – A könyvet feltette János a polcra „– Ce-a făcut János cu cartea? – Cartea a pus-o János pe raft” – Complementul indirect a könyvvel este parte a remei în întrebare și devine complement direct temă în răspuns.

## Inversiunea emfatică și afectivă
Când un element de informație este important pentru vorbitor, el caută să-l reliefeze. Unul din procedeele de a o face este inversiunea, uneori împreună cu tematizarea și rematizarea. Această inversiune este numită emfatică. Ea poate fi, de asemenea, afectivă. În aceste cazuri, din neutră, obiectivă, topica devine subiectivă, atât în limbajul vorbitorilor de rând, cât și ca procedeu stilistic în opere literare.

### În sintagmă
În unele limbi, inversiunea are loc, în scop emfatic, între atributul adjectival și regentul său. În limbi ca româna sau franceza, topica obișnuită este regent + atribut, deci inversiunea constă în antepunerea atributului:
ro  orașul frumos → frumosul oraș;
fr  un paysage splendide „un peisaj splendid” → un splendide paysage „un splendid peisaj”.
În alte limbi, topica obișnuită a unei astfel de sintagme este atribut adjectival + regent. Inversiunea are și în acest caz scopurile de mai sus:
hr  Sad ruke ove trudne žive u srcu tog kamena „Acum aceste trudite mâini trăiesc în inima acelei pietre” (Mak Dizdar) (topica obișnuită: ove trudne ruke „aceste mâini trudite”);
ru  Играет и воет, как зверь молодой, завидевший пищу из клетки железной Igraet i voet, kak zver' molodoi, zavidevși pișciu iz kletki jeleznoi   (Alexandr Sergheevici Pușkin) literal „Se joacă și urlă, ca o tânără fiară, văzând hrana din cușca cea de fier” (topica obișnuită: молодой зверь „fiară tânără”, из железной клетки „din cușca de fier”);
hu  Tisztességes legyen csak órám utolsó (Miklós Zrínyi) lit. „Numai să fie onorabil ultimul meu ceas” (topica obișnuită: utolsó óram „ceasul meu ultim”).

### În propoziție
Inversiunea emfatică și/sau afectivă privește și alte părți de propoziție decât atributul, împreună cu celelalte cuvinte din sintagma lor, dacă este cazul, și eventual cu cuvinte suplimentare față de situația când topica este cea obișnuită. Entitatea reliefată este totodată și cel mai puternic accentuată. Exemple:
- predicatul (verbal sau nominal):

ro  Mama a venit → A venit mama, Copilul e vesel → E vesel copilul;
fr  Louis est venu „Louis a venit” → Il est venu, Louis „A venit Louis”;
sr  Dečaci vole košarku „Băieților le place baschetul” → Vole košarku dečaci „Le place baschetul băieților”;
hu  A gyerekeik szépek és okosak „Copiii lor sunt frumoși și deștepți” → Szépek és okosak a gyerekeik „Sunt frumoși și deștepți copiii lor”;
- numele predicativ:

ro  Ești frumoasă → (Ce) frumoasă ești!;
fr  La montagne est haute „Muntele e înalt” → Haute est la montagne ! „Înalt (mai) e muntele!”;
sr  Kinezi su čudni ljudi „Chinezii sunt oameni ciudați” → Čudni su ljudi ti Kinezi! „Ciudați oameni mai sunt chinezii ăștia!”;
- complementul direct:
  - fără cuvânt/cuvinte suplimentar(e):

ro  O întreb pe Maria → Pe Maria o întreb;
en  I haven’t seen that film yet „N-am văzut încă filmul acela” → That film I haven’t seen yet „Filmul acela încă nu l-am văzut”;
hr  Republikance vodi Stipa „Pe republicani îi conduce Stipa” (Miroslav Krleža) (topica obișnuită: Stipa vodi republikance „Stipa îi conduce pe republicani”);
ru  Я вчера видел интересную книгу Ia vcera videl interesnuiu knigu „Ieri am văzut o carte interesantă” → Интересную книгу я вчера видел „Interesantă carte am (mai) văzut ieri”;
hu  A pincér a bort az asztalra teszi  „Chelnerul pune vinul pe masă” → A bort teszi az asztalra a pincér ’Vinul îl pune chelnerul pe masă’;
- cu cuvânt/cuvinte suplimentar(e):

ro  Am găsit cartea mea → Cartea mea am găsit-o (reluare cu pronumele personal corespunzător);
fr  Je vois la ville „Văd orașul” → La ville, je la vois „Orașul îl văd” (reluare cu pronumele personal corespunzător), Je ne veux pas voir un vendeur mais le chef de rayon „Nu vreau să văd un vânzător, ci pe șeful de raion” → Ce n’est pas un vendeur que je veux voir, mais le chef de rayon ! „Nu un vânzător vreau să văd, ci pe șeful de raion!” (construcție de reliefare);
- alt complement:

ro  Solului nu i se taie capul (Costache Negruzzi) (topica obișnuită: Nu i se taie capul solului);
fr  Les habitants du quartier réclament depuis des années l’aménagement d’un espace de jeux pour les enfants „Locuitorii cartierului cer de ani de zile amenajarea unui spațiu de joacă pentru copii” → Depuis des années, les habitants du quartier réclament l’aménagement d’un espace de jeux pour les enfants „De ani de zile cer locuitorii…”;
hu  Fel fog hívni holnap „Mă va suna mâine” → Holnap fog felhívni „Mâine mă va suna”;
sr  Saslušao sam vas s velikom pažnjom „V-am ascultat cu mare atenție” → S velikom pažnjom sam vas saslušao „Cu mare atenție v-am ascultat”.

### În frază
Cel puțin în unele limbi, în cazul anumitor tipuri de propoziții subordonate, fraza are topică liberă, adică ordinea obișnuită este regentă + subordonată, dar se poate inversa pentru reliefarea subordonatei. În română, de pildă, acesta este cazul propoziției completive directe, al celei completive indirecte, al celei de agent și al celor circumstanțiale, cu excepția unor tipuri și subtipuri. Exemplu de reliefare a propoziției completive indirecte: Despre cine sîntem, de unde venim și unde ne ducem, să nu se afle nimic (Mihail Sadoveanu). Aceeași situație se găsește și în alte limbi:
fr  Tout le monde reconnaît que ce cinéaste est un grand artiste „Toată lumea recunoaște că acest cineast este un mare artist” → Que ce cinéaste soit un grand artiste, tout le monde le reconnaît „Că acest cineast este un mare artist, toată lumea recunoaște”;
cnr  Naći ćete, ako tražite „Veți găsi dacă veți căuta” → Ako tražite, naći ćete „Dacă veți căuta, veți găsi”;
hu  Majd elválik, hogy mi lesz belőle „O să vedem ce o să devină” → Hogy mi lesz belőle, majd elválik „Ce o să devină, o să vedem”.

## Inversiuni specific retorice
Unele inversiuni se întâlnesc practic numai în aforisme și în opere literare, mai ales în poezii. În română este astfel antepunerea adjectivului posesiv (steagul nostru → al nostru steag) sau a atributului substantival: Ei cinară-n mândre muzici / Cu de aur vase, linguri (Mihai Eminescu).
Antepunerea atributului substantival se întâlnește și în poezia franceză: J’aime de vos longs yeux la lumière verdâtre (Charles Baudelaire) lit. „Iubesc a lungilor tăi ochi lumina verzuie”.
Inversiunea predicat + subiect fără anticiparea acestuia din urmă cu pronume personal neaccentuat se găsește în franceză numai în literatură: Claque le revolver des départs, et je tressaute „Pocnește pistolul de start, și eu tresar” (Henry de Montherlant)
Reversia sau reversiunea este un caz special de inversiune, în care, în aceeași frază apar entități sintactice într-o anumită ordine și se repetă cu ordinea inversă, fără schimbare de sens, ex. Noaptea ca și ziua, ziua ca și noaptea, glasul lui duios răsuna prin codri (Alexandru Odobescu).
Chiasmul este o inversiune asemănătoare cu reversia, dar în care sensul se modifică odată cu intervertirea funcțiilor sintactice ale termenilor. Exemple:
ro  Cu zâmbetul tău dulce tu mângâi ochii mei, / Femeie între stele și stea între femei (Eminescu);
fr  Il faut manger pour vivre et non vivre pour manger „Trebuie să mănânci pentru a trăi și nu să trăiești pentru a mânca”;
en  The French live to eat, the English eat to live „Francezii trăiesc pentru a mânca, englezii mănâncă pentru a trăi”;
hu  Éltem álom, álmom élet (Gyula Reviczky) lit. „Viața-mi este vis, visu-mi este viață”.